# Mária Porubszky-Angyalosine
Mária Porubszky-Angyalosine é um jogadora de xadrez da Hungria com participação nas Olimpíadas de xadrez. Mária participou das edições de 1974, 1980 e  1982 tendo conquistado três medalhas no total. Na edição de 1980 conquistou as medalhas de prata por participação individual e equipes jogando no terceiro tabuleiro. Na edição seguinte, conquistou a medalha de bronze jogando novamente no terceiro tabuleiro.